# Edmund Piłsudski
Edmund Piłsudski, pan na Mosarzu, rotmistrz huzarów.
Syn Kalista Ignacego Piłsudskiego (1818–1878) i Eweliny z Oskierków h. Murdelio. Ze strony matki był wnukiem Kazimierz Oskierki h. Murdelio i Pauliny z Brzostowskich h. Strzemię. Wieś Mosarz odziedziczył po prababce Barbarze Brzostowskiej z Doktorowiczów-Hrebinickich h. Ostoja. Kuzyn Józefa Piłsudskiego i Mieczysława Jałowieckiego. Ożenił się z Anielą Dyboską, z którą miał syna Kalista Józefa (1883–1942).